# Denis Klinar
 Denis Klinar (sinh 21 tháng 2 năm 1992) là một hậu vệ bóng đá Slovenia thi đấu cho Puskás Akadémia.

## Danh hiệu

### Câu lạc bộ
Olimpija Ljubljana
- Slovenian First League: 2015–16